# Чемпионат СССР по водно-моторному спорту 1978
Чемпионат СССР по водно-моторному спорту 1978 года прошёл 23 — 25 сентября на Чернореченском водохранилище Грозного. Чемпионат был 25-м по счёту. В отличие от предыдущих на этом чемпионате командное первенство не разыгрывалось. Это позволило включать в состав команд молодых перспективных спортсменов. В неофициальном командном зачёте сборная РСФСР завоевала 20 медалей, из которых 11 золотых, 6 серебряных и 3 бронзовые. Далее шли команды Украины (1 золотая, 3 серебряные, 6 бронзовых), Литвы (4 золотые, 2 серебряные, 1 бронзовая), Латвии (3 серебряных и 5 бронзовых).

## Медалисты

### Серия 4×5 миль
| Класс                        | Золото                                                | Серебро                                             | Бронза                                               |
| Скутера с гоночными моторами | Скутера с гоночными моторами                          | Скутера с гоночными моторами                        | Скутера с гоночными моторами                         |
| ---------------------------- | ----------------------------------------------------- | --------------------------------------------------- | ---------------------------------------------------- |
| ОА-250                       | А. Жиров (Москва) 1000 очков (80,9 км/ч)              | Н. Пывват (Эстонская ССР) 700 очков (81,9 км/ч)     | В. Шевченко (Украинская ССР) 638 очков (76,6 км/ч)   |
| ОВ-350                       | И. Богданов (Москва) 1200 очков (89,2 км/ч)           | Р. Мателионис (Литовская ССР) 850 очков (87,7 км/ч) | В. Матулявичус (Литовская ССР) 825 очков (87,9 км/ч) |
| ОС-500                       | П. Богданов (Москва) 1200 очков (97,8 км/ч)           | А. Головин (Украинская ССР) 1000 очков (93,7 км/ч)  | Е. Степанов (РСФСР) 521 очко (91,9 км/ч)             |
| Скутера национального класса |                                                       |                                                     |                                                      |
| OBN-350                      | Л. Каваляускас (Литовская ССР) 1200 очков (83,5 км/ч) | Н. Грунин (РСФСР) 1000 очков (82,0 км/ч)            | З. Батайнис (Латвийская ССР) 769 очков (77,6 км/ч)   |
| OCN-500                      | Е. Степанов (РСФСР) 1200 очков (89,1 км/ч)            | И. Чермашенцев (РСФСР) 900 очков (87,2 км/ч)        | М. Таниэль (Эстонская ССР) 752 очка (80,4 км/ч)      |
| Мотолодки                    |                                                       |                                                     |                                                      |
| SB-350                       | Валерий Усолкин (РСФСР) 1100 очков (62,9 км/ч)        | А. Берницын (Ленинград) 1100 очков (62,6 км/ч)      | Б. Клюшников (Латвийская ССР) 675 очков (61,4 км/ч)  |
| ЅС-500                       | М. Зайчиков (РСФСР) 1200 очков (66,2 км/ч)            | Я. Миллерс (Латвийская ССР) 1000 очков (61,3 км/ч)  | С. Ковалёв (Украинская ССР) 694 очка (61,1 км/ч)     |

### Серия 4×10 миль
| Класс    | Золото                                         | Серебро                                           | Бронза                                             |
| Глиссеры | Глиссеры                                       | Глиссеры                                          | Глиссеры                                           |
| -------- | ---------------------------------------------- | ------------------------------------------------- | -------------------------------------------------- |
| R1       | А. Кузнецов (РСФСР) 1200 очков (84,5 км/ч)     | Н. Алексеев (РСФСР) 900 очков (83,9 км/ч)         | Г. Лашко (Латвийская ССР) 625 очков (81,9 км/ч)    |
| R2       | О. Пикоткин (Ленинград) 1200 очков (90,2 км/ч) | И. Пайс (Украинская ССР) 794 очка (80,2 км/ч)     | В. Харченко (Украинская ССР) 750 очков (87,2 км/ч) |
| R4       | В. Каширин (РСФСР) 1200 очков (90,3 км/ч)      | Р. Потехин (Украинская ССР) 825 очков (34,7 км/ч) | В. Никоненко (РСФСР) 750 очков (84,8 км/ч)         |

### 10 миль
| Класс                        | Золото                                   | Серебро                                 | Бронза                                     |
| Скутера с гоночными моторами | Скутера с гоночными моторами             | Скутера с гоночными моторами            | Скутера с гоночными моторами               |
| ---------------------------- | ---------------------------------------- | --------------------------------------- | ------------------------------------------ |
| ОА-250                       | А. Чермашенцев (РСФСР) 86,4 км/ч         | Алексей Ишутин (Ленинград) 82,1 км/ч    | Э. Якубович (Украинская ССР) 77,3 км/ч     |
| ОВ-350                       | Р. Мателионис (Литовская ССР) 85,6 км/ч  | С. Манукян (Армянская ССР) 81,9 км/ч    | Г. Волков (Украинская ССР) 79,4 км/ч       |
| ОС-500                       | А. Головин (Украинская ССР) 98,5 км/ч    | П. Богданов (Москва) 97,8 км/ч          | Ф. Искандарян (Армянская ССР) 92,6 км/ч    |
| Скутера национального класса |                                          |                                         |                                            |
| OBN                          | А. Каваляускас (Литовская ССР) 83,3 км/ч | Н. Грунин (РСФСР) 80,6 км/ч             | Л. Ааспав-Каасик (Эстонская ССР) 77,6 км/ч |
| OCN                          | Е. Степанов (РСФСР) 91,2 км/ч            | И. Миткус (Литовская ССР) 74,5 км/ч     |                                            |
| Мотолодки                    |                                          |                                         |                                            |
| SB-350                       | А. Бакшис (Литовская ССР) 64,1 км/ч      | Б. Клюшников (Латвийская ССР) 62,1 км/ч | М. Егоров (Латвийская ССР) 61,2 км/ч       |
| SC-500                       | М. Зайчиков (РСФСР) 65,3 км/ч            | Я. Миллерс (Латвийская ССР) 62,7 км/ч   | Н. Новиков (РСФСР) 62,2 км/ч               |

### 15 миль
| Класс    | Золото                        | Серебро                           | Бронза                                       |
| Глиссеры | Глиссеры                      | Глиссеры                          | Глиссеры                                     |
| -------- | ----------------------------- | --------------------------------- | -------------------------------------------- |
| R1       | А. Кузнецов (РСФСР) 85,8 км/ч | Н. Алексеев (РСФСР) 84,7 км/ч     | К. Виссор (Эстонская ССР) 79,6 км/ч          |
| R2       | В. Зайцев (РСФСР) 88,2 км/ч   | О. Пикоткин (Ленинград) 81,0 км/ч | И. Пайс (Украинская ССР) 76,7 км/ч           |
| R4       | В. Каширин (РСФСР) 90,2 км/ч  | B. Никоненко (РСФСР)              | В. Гапакродзниекс (Латвийская ССР) 80,3 км/ч |